# Basso (strumento musicale)
Il termine basso  descrive uno strumento musicale in grado di produrre suoni nel registro grave difficilmente udibili, specialmente durante i concerti live. I bassi comprendono diverse famiglie di strumenti: generalmente hanno una funzione di accompagnamento e sostegno armonico della melodia, come nella pratica del basso continuo, ma possono coprire una vasta gamma di ruoli musicali. Producendo suoni di bassa frequenza, di solito richiedono una lunga colonna d'aria o lunghe corde: solitamente i bassi tra i cordofoni e i fiati sono gli strumenti più grandi delle rispettive famiglie.
Alcuni esempi suddivisi per forma generale e tecnica di esecuzione:
- il contrabbasso, della famiglia della viola o del violino (lo strumento cui ci si riferisce come "basso" nella musica classica e nel jazz);
- il basso elettrico, strumento dalla forma di chitarra elettrica, che suona nel registro grave (lo strumento cui ci si riferisce spesso come "basso" nella musica pop e nel rock), e il basso acustico, ad esso simile ma con una cassa armonica simile alla chitarra acustica;
- corno basso, come la tuba, il serpentone e il sousafono, e versioni basse di specifici tipi di strumenti a fiato, come il fagotto, il trombone, il clarinetto basso e il sassofono basso;
- la grancassa, in inglese bass drum.

Un musicista che suona il basso elettrico (chitarra basso) o il basso acustico è definito bassista, mentre chi suona il contrabbasso è definito  contrabbassista. Suonatore di basso, chitarrista-bassista ecc. sono definizioni poco usate in italiano (a differenza di altre lingue).